# Women's International Grand Prix 1972
Il Women's International Grand Prix 1972 è stato un circuito di tornei di tennis femminili che si affiancava al contemporaneo Commercial Union Assurance Grand Prix che comprendeva i tornei maschili. Questo circuito è stato organizzato direttamente dall'International Lawn Tennis Federation e comprendeva 2 tornei del Grande Slam, esclusi l'Australian Open che non apparteneva a nessun circuito e lo US Open appartenente al Virginia Slims Circuit e i tornei cosiddetti open. Il Grand Prix femminile si affiancava al Virginia Slims Circuit.

## Gennaio
Nessun evento

## Febbraio
Nessun evento

## Marzo
| Settimana | Torneo                                                                     | Vincitrici                                           | Finaliste                                        | Semifinaliste | Eliminate ai quarti |
| --------- | -------------------------------------------------------------------------- | ---------------------------------------------------- | ------------------------------------------------ | ------------- | ------------------- |
| 27 marzo  | South African Open 1972 Johannesburg, Sudafrica Cemento Singolare - Doppio | Evonne Goolagong Cawley 4-6 6-3 6-0                  | Virginia Wade                                    |               |                     |
| 27 marzo  | South African Open 1972 Johannesburg, Sudafrica Cemento Singolare - Doppio | Evonne Goolagong Cawley Helen Gourlay-Cawley 6-1 6-4 | Kristien Shaw-Kemmer Joyce Barclay-Williams-Hume |               |                     |

## Aprile
| Settimana | Torneo                                                                   | Vincitrici                          | Finaliste                            | Semifinaliste | Eliminate ai quarti |
| --------- | ------------------------------------------------------------------------ | ----------------------------------- | ------------------------------------ | ------------- | ------------------- |
| 24 aprile | Internazionali d'Italia 1972 Roma, Italia Terra rossa Singolare - Doppio | Linda Tuero 6-4, 6-3                | Ol'ga Morozova                       |               |                     |
| 24 aprile | Internazionali d'Italia 1972 Roma, Italia Terra rossa Singolare - Doppio | Lesley Hunt Ol'ga Morozova 6-3, 6-4 | Gail Sherriff Chanfreau Rosalba Vido |               |                     |

## Maggio
| Settimana | Torneo                                                                                          | Vincitrici                                                 | Finaliste                          | Semifinaliste                         | Eliminate ai quarti                                              |
| --------- | ----------------------------------------------------------------------------------------------- | ---------------------------------------------------------- | ---------------------------------- | ------------------------------------- | ---------------------------------------------------------------- |
| 8 maggio  | British Hard Court Championships 1972 Bournemouth, Gran Bretagna Terra rossa Singolare - Doppio | Evonne Goolagong Cawley 6-0 6-4                            | Helga Niessen Masthoff             |                                       |                                                                  |
| 8 maggio  | British Hard Court Championships 1972 Bournemouth, Gran Bretagna Terra rossa Singolare - Doppio | Evonne Goolagong Cawley Helen Gourlay-Cawley 7-5 6-1       | Brenda Kirk Betty Stöve            |                                       |                                                                  |
| 22 maggio | Open di Francia 1972 Parigi, Francia Terra rossa Singolare - Doppio - Misto                     | Billie Jean King 6-3, 6-3                                  | Evonne Goolagong Cawley            | Françoise Dürr Helga Niessen Masthoff | Corinne Molesworth Ol'ga Morozova Virginia Wade Katja Ebbinghaus |
| 22 maggio | Open di Francia 1972 Parigi, Francia Terra rossa Singolare - Doppio - Misto                     | Billie Jean King Betty Stöve 6-1, 6-2                      | Winnie Shaw Nell Truman            | Françoise Dürr Helga Niessen Masthoff | Corinne Molesworth Ol'ga Morozova Virginia Wade Katja Ebbinghaus |
| 22 maggio | Open di Francia 1972 Parigi, Francia Terra rossa Singolare - Doppio - Misto                     | Doppio misto: Evonne Goolagong Cawley Kim Warwick 6-2, 6-4 | Françoise Dürr Jean-Claude Barclay | Françoise Dürr Helga Niessen Masthoff | Corinne Molesworth Ol'ga Morozova Virginia Wade Katja Ebbinghaus |

## Giugno
| Settimana | Torneo                                                                                    | Vincitrice                                          | Finalista                           | Semifinaliste            | Eliminate ai quarti                                   |
| --------- | ----------------------------------------------------------------------------------------- | --------------------------------------------------- | ----------------------------------- | ------------------------ | ----------------------------------------------------- |
| 5 giugno  | WTA German Open 1972 Amburgo, Germania Terra rossa Singolare - Doppio                     | Helga Masthoff 6-3, 3-6, 8-6                        | Linda Tuero                         |                          |                                                       |
| 5 giugno  | WTA German Open 1972 Amburgo, Germania Terra rossa Singolare - Doppio                     | Helga Masthoff Heide Orth 6-3, 2-6, 6-0             | Wendy Overton Valerie Ziegenfuss    |                          |                                                       |
| 12 giugno | Bristol Open 1972 Bristol, Gran Bretagna Erba Singolare - Doppio                          | Billie Jean King 6-3 6-2                            | Kerry Melville Reid                 |                          |                                                       |
| 12 giugno | Bristol Open 1972 Bristol, Gran Bretagna Erba Singolare - Doppio                          | Helen Gourlay-Cawley Karen Krantzcke 6-4 6-2        | Rosie Casals Billie Jean King       |                          |                                                       |
| 26 giugno | Torneo di Wimbledon 1972 Wimbledon, Londra, Gran Bretagna Erba Singolare - Doppio - Misto | Billie Jean King 6-3, 6-3                           | Evonne Goolagong Cawley             | Chris Evert Rosie Casals | Françoise Dürr Patti Hogan Nancy Richey Virginia Wade |
| 26 giugno | Torneo di Wimbledon 1972 Wimbledon, Londra, Gran Bretagna Erba Singolare - Doppio - Misto | Billie Jean King Betty Stöve 6-2, 4-6, 6-3          | Françoise Dürr Judy Tegart-Dalton   | Chris Evert Rosie Casals | Françoise Dürr Patti Hogan Nancy Richey Virginia Wade |
| 26 giugno | Torneo di Wimbledon 1972 Wimbledon, Londra, Gran Bretagna Erba Singolare - Doppio - Misto | Doppio misto: Rosemary Casals Ilie Năstase 6-4, 6-4 | Evonne Goolagong Cawley Kim Warwick | Chris Evert Rosie Casals | Françoise Dürr Patti Hogan Nancy Richey Virginia Wade |

## Luglio
| Settimana | Torneo                                                                             | Vincitrice                                                                | Finalista                               | Semifinaliste | Eliminate ai quarti |
| --------- | ---------------------------------------------------------------------------------- | ------------------------------------------------------------------------- | --------------------------------------- | ------------- | ------------------- |
| 10 luglio | Welsh Open 1972 Newport, Gran Bretagna Erba Singolare - Doppio                     | Kerry Reid 7-5, 6-2                                                       | Virginia Wade                           |               |                     |
| 10 luglio | Welsh Open 1972 Newport, Gran Bretagna Erba Singolare - Doppio                     | Judy Tegart Betty Stöve 7-5, 6-4                                          | Kerry Harris Kerry Reid                 |               |                     |
| 10 luglio | Irish Open 1972 Dublino, Irlanda Erba Singolare - Doppio                           | Evonne Goolagong Cawley 2-6, 6-1, 6-2                                     | Pat Walkden Pretorius                   |               |                     |
| 10 luglio | Irish Open 1972 Dublino, Irlanda Erba Singolare - Doppio                           | Brenda Kirk Pat Walkden 6-3, 8-10, 6-2                                    | Evonne Goolagong Cawley Karen Krantzcke |               |                     |
| 17 luglio | North of England Championships 1972 Hoylake, Gran Bretagna Erba Singolare - Doppio | Evonne Goolagong Betty Stöve titolo condiviso                             |                                         |               |                     |
| 17 luglio | North of England Championships 1972 Hoylake, Gran Bretagna Erba Singolare - Doppio | Evonne Goolagong Helen Gourlay e Brenda Kirk Pat Walkden titolo condiviso |                                         |               |                     |
| 31 luglio | Cincinnati Open 1972 Cincinnati, USA Terra verde Singolare - Doppio                | Margaret Smith Court 3-6, 6-2, 7-5                                        | Evonne Goolagong Cawley                 |               |                     |
| 31 luglio | Cincinnati Open 1972 Cincinnati, USA Terra verde Singolare - Doppio                | Margaret Smith Court Evonne Goolagong 6-4, 6-1                            | Brenda Kirk Pat Walkden-Pretorius       |               |                     |

## Agosto
| Settimana | Torneo                                                                            | Vincitrice                                          | Finalista                         | Semifinaliste | Eliminate ai quarti |
| --------- | --------------------------------------------------------------------------------- | --------------------------------------------------- | --------------------------------- | ------------- | ------------------- |
| 7 agosto  | US Clay Court Championships 1972 Indianapolis, USA Terra verde Singolare - Doppio | Chris Evert 7-6, 6-1                                | Evonne Goolagong                  |               |                     |
| 7 agosto  | US Clay Court Championships 1972 Indianapolis, USA Terra verde Singolare - Doppio | Evonne Goolagong Lesley Hunt 6-2, 6-1               | Margaret Court Pam Teeguarden     |               |                     |
| 14 agosto | Canada Open 1972 Toronto, Canada Terra verde Singolare - Doppio                   | Evonne Goolagong 6-3, 6-1                           | Virginia Wade                     |               |                     |
| 14 agosto | Canada Open 1972 Toronto, Canada Terra verde Singolare - Doppio                   | Margaret Smith Court Evonne Goolagong 3-6, 6-3, 7-5 | Brenda Kirk Pat Walkden-Pretorius |               |                     |

## Settembre
Nessun evento

## Ottobre
Nessun evento

## Novembre
Nessun evento

## Dicembre
Nessun evento